# Internationaler Hände-Waschtag

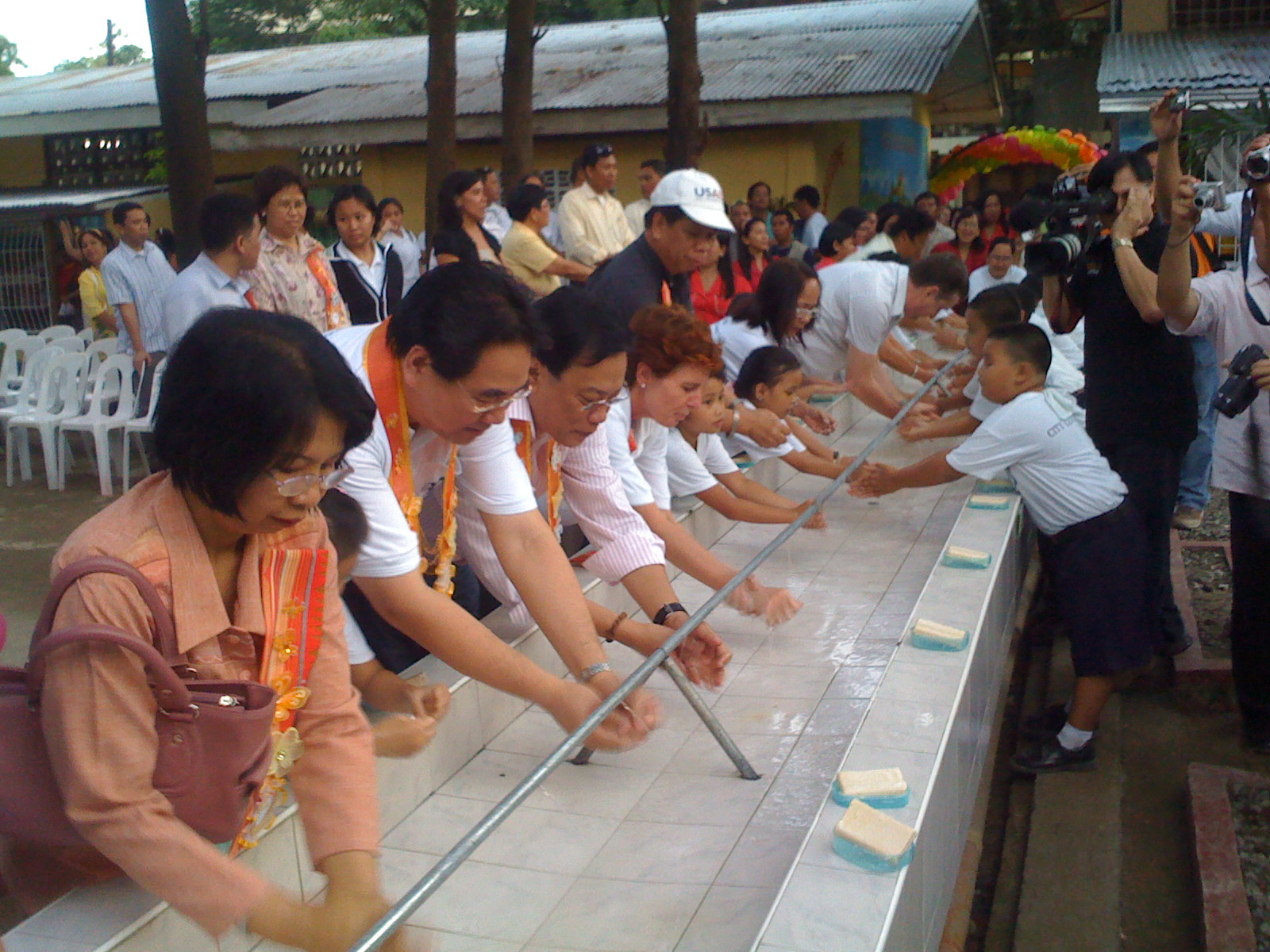
Internationaler Hände-Waschtag 2008 mit VIPs in der City Central School in Cagayan de Oro, Philippinen.

Der Internationale Hände-Waschtag wurde von der Weltgesundheitsorganisation – WHO ins Leben gerufen und findet jährlich am 15. Oktober statt; zum ersten Mal wurde er im Jahr 2008 begangen.
Partner der Aktion sind unter anderem Unicef, die Weltbank und die Centers for Disease Control and Prevention der Vereinigten Staaten.
Zielgruppen des Internationalen Hände-Waschtags sind Erwachsene und Kinder, Kindergärten wie Schulen, Altenheime und Krankenhäuser ebenso wie andere Einrichtungen der Gesundheitsfürsorge.
Intensives Waschen der Hände mit Seife soll insbesondere vor und nach dem Essen, nach Benutzen der Toilette oder vor und nach Windeln und Wickeln erfolgen.
Von einem Übertreiben des Händeschüttelns wird abgeraten.
Ein regelmäßiges und ordentliches Waschen der Hände – nach Einseifen Reiben nicht unter einer halben Minute und besonders auch der Fingerkuppen und der Daumen – verhindert die Ausbreitung von Infektionskrankheiten wie beispielsweise des Influenza-A-Virus H1N1, da ein Großteil aller ansteckenden Krankheiten über die Hände übertragen wird.